# الحمراء (الملاح)

تعديل مصدري - تعديل

الحمراء هي إحدى قرى عزلة الملاح بمديرية الملاح التابعة لمحافظة لحج، بلغ تعداد سكانها 80 نسمة حسب تعداد اليمن لعام 2004.